# Видавництво Чиказького університету
Видавництво Чиказького університету — найбільше і одне з найстаріших університетських видавництв у Сполучених Штатах. Видавництво належить Чиказькому університету і публікує широкий спектр академічних видань, зокрема Чиказький посібник зі стилю, численні наукові журнали та передові монографії в академічних галузях.

## Історія
Видавництво Чиказького університету було засноване у 1890 році, що робить його одним з найстаріших постійно діючих університетських видавництв у Сполучених Штатах. Його першою опублікованою книгою була «Ассирійські та вавилонські листи, що належать до колекції Куюнджик Британського музею» Роберта Ф. Гарпера. За перші два роки було продано п'ять примірників книги, але до 1900 року видавництво Чиказького університету опублікувало 127 книг і брошур та 11 наукових журналів, серед яких нинішні «Журнал політичної економії», «Журнал близькосхідних досліджень» та «Американський журнал соціології».
Перші три роки видавництво було окремою від університету структурою; ним керувало бостонське видавництво D. C. Heath спільно з чиказькою друкарнею R. R. Donnelley. Однак ця схема виявилася непрацездатною, і в 1894 році університет офіційно взяв на себе відповідальність за пресу.
У 1902 році, як частина університету, видавництво почало працювати над виданням «Десятирічних публікацій». Складаючись зі статей і монографій науковців та адміністраторів про стан університету та дослідження його викладачів, «Десятилітні публікації» стали радикальною реорганізацією видавництва. Це дозволило видавництву до 1905 року почати публікувати книги науковців, які не є співробітниками Чиказького університету. До існуючого штату друкарів і верстальників було додано відділ редагування та коректури рукописів, що призвело до появи у 1906 році першого видання «Чиказького посібника зі стилю» (The Chicago Manual of Style).
До 1931 року видавництво стало авторитетним, провідним академічним видавництвом. Серед провідних книг тієї епохи — «Новий Заповіт» Едгара Гудспіда: Американський переклад" (перше видання видавництва, яке здобуло національний успіх) та його наступник «Повна Біблія» Гудспіда і Дж: Американський переклад"; «Словник американської англійської мови на історичних засадах» сера Вільяма Александра Крейґі, опублікований у чотирьох томах 1943 року; «Кентерберійські оповідання» Джона Менлі та Едіт Рікерт, опубліковані 1940 року; і «Посібник для авторів курсових, дипломних і дисертаційних робіт» Кейт Турабян.
У 1956 році видавництво вперше опублікувало книги в м'якій обкладинці (в тому числі в серії Phoenix Books) під своїм логотипом. Серед найвідоміших книжок видавництва більшість датовані 1950-ми роками, зокрема переклади Повного зібрання грецьких трагедій та «Іліади» Гомера Річмонда Латтімора. У тому ж десятилітті побачило світ перше видання «Грецько-англійського словника Нового Заповіту та іншої ранньохристиянської літератури», яким відтоді користуються студенти, що вивчають біблійну грецьку мову в усьому світі.
У 1966 році Морріс Філіпсон розпочав свою 34-річну діяльність на посаді директора видавництва Чиказького університету. Він присвятив час і ресурси розширенню списку літератури, ставши відомим завдяки амбітним науковим проєктам, серед яких найбільшим був «Листи Лісле» — величезна колекція листування Артура Плантагенета, 1-го віконта Лісле, що містить величезну кількість інформації про всі аспекти життя 16-го сторіччя.
Зі збільшенням наукового обсягу видавництва, воно також розвивалося як торговельне видавництво. 1992 року книги Нормана Макліна «Крізь неї тече річка» та «Юнаки і вогонь» стали національними бестселерами, а за мотивами «Крізь неї тече річка» було знято фільм з Робертом Редфордом у головній ролі.
У 1982 році Філіпсон став першим директором академічного видавництва, який отримав одну з найпрестижніших нагород ПЕН-клубу — Publisher Citation. Незадовго до виходу на пенсію у червні 2000 року Філіпсон здобув нагороду Асоціації американських видавців імені Кертіса Бенджаміна за творчість у видавничій справі, яка присуджується людині, чия «творчість і лідерство залишили тривалий слід в американському книговиданні».
Пола Баркер Даффі обіймала посаду директора видавництва з 2000 по 2007 рік. Під її керівництвом видавництво розширило свою дистрибуційну діяльність і створило Чиказький центр цифрової дистрибуції та BiblioVault. Поглибилася редакторська робота над довідковими та регіональними книгами, з'явилися такі видання, як «Енциклопедія Чикаго», «Парк тисячоліття» Тімоті Дж. Гілфойла, а також нові видання «Чиказького посібника зі стилю», «Посібника з тубільської мови» та «Словника іспанської мови Чиказького університету». Видавництво також запустило електронний довідник «Чиказький посібник зі стилістики онлайн».
У 2014 році на Лондонському книжковому ярмарку видавництво отримало Міжнародну академічну та професійну нагороду за досягнення у видавничій справі.

## Поточний стан
Цей розділ не містить посилань на джерела. Будь ласка, допоможіть покращити цей розділ, додавши посилання на надійні джерела. Матеріали без джерел можуть бути оскаржені та видалені. (Січень 2015) (Дізнайтеся, як і коли видалити це шаблонне повідомлення)
Гаррет П. Кайлі став 15-м директором Видавництва Чиказького університету 1 вересня 2007 року. Він очолює одне з найбільших академічних видавництв, у якому працює понад 300 осіб у трьох відділах - книжок, журналів і дистрибуції - і яке щороку видає 81 назву журналів, а також приблизно 280 нових книжок і 70 перевидань у м'якій обкладинці.
Видавництво публікує понад 50 нових торгових назв на рік у багатьох предметних галузях. Видавництво також публікує регіональні видання, такі як "Енциклопедія Чикаго" (2004) за редакцією Джеймса Р. Ґроссмана, Енн Даркін Кітінг і Дженіс Рейфф; "Чикаго: Втрачений журнал епохи джазу" (2008) Ніла Гарріса; "Ще раз: найкраще від Майка Ройко" (1999), збірка колонок лауреата Пулітцерівської премії Майка Ройко з газет Chicago Sun-Times і Chicago Tribune; та багато інших книг про мистецтво, архітектуру та природу Чикаго і Середнього Заходу.
Нещодавно видання розширило свої цифрові пропозиції, включивши до них більшість нещодавно опублікованих книг, а також ключові видання з бек-листа. 2013 року "Чиказькі журнали" почали пропонувати електронні версії кожного нового випуску кожного журналу для використання на пристроях для читання, таких як смартфони, iPad та Amazon Kindle. Зміст Чиказького посібника зі стилю доступний онлайн для платних передплатників. Чиказький розподільчий центр визнаний провідним дистриб'ютором наукових праць, з понад 100 видавництвами-клієнтами.

### Книжковий відділ
Книжковий відділ видавництва Чиказького університету видає книги для науковців, студентів та широкого загалу читачів з 1892 року і з часу свого заснування опублікував понад 11 000 книг. Наразі [джерело не вказано] у видавництві друкується понад 6 000 книг, серед яких такі відомі праці, як "Чиказький посібник зі стилю" (1906), "Структура наукових революцій" (1962) Томаса Куна, "Через нього протікає річка" (1976) Нормана Макліна та "Дорога до кріпацтва" (1944) Ф. А. Гаєка. У липні 2009 року видавництво оголосило про програму "Чиказькі цифрові видання", яка зробила багато видань видавництва доступними у формі електронних книг для продажу приватним особам. Станом на серпень 2016 року в цьому форматі доступно понад 3 500 найменувань. У серпні 2010 року видавництво опублікувало 16-те видання "Чиказького посібника зі стилістики" одночасно в друкованому та електронному варіантах. Відділ книг пропонує програму "Безкоштовна електронна книга місяця", в рамках якої відвідувачі сайту можуть вказати свою електронну адресу та отримати посилання на безкоштовну добірку електронних книг цього місяця, яку можна завантажити.

### Відділ журналів
Відділ журналів видавництва Чиказького університету публікує та розповсюджує впливові наукові видання від імені наукових і професійних товариств та асоціацій, фондів, музеїв та інших неприбуткових організацій. Станом на 2016 рік видавництво публікує 81 назву з широкого спектру академічних дисциплін, включаючи біологічні та медичні науки, освіту, гуманітарні, фізичні та соціальні науки. Всі вони є рецензованими науковими журналами з оригінальними науковими дослідженнями, читацькою аудиторією яких є науковці, вчені та медичні працівники, а також зацікавлені освічені неспеціалісти. З 1974 року видавництво видає престижний гуманітарний журнал "Критичний аналіз" (Critical Inquiry). Відділ журналів був піонером у створенні електронних версій наукових журналів разом з їхніми друкованими виданнями. Електронні публікації були розпочаті в 1995 році; до 2004 року всі журнали, опубліковані Видавництвом Чиказького університету, були доступні в Інтернеті. 2013 року всі нові випуски журналів були також доступні передплатникам у форматі електронних книг.

### Чиказький центр розповсюдження
Відділ дистрибуції забезпечує обслуговування клієнтів Видавництва Чиказького університету, складування та супутні послуги. Чиказький розподільчий центр (CDC) почав надавати послуги з дистрибуції у 1991 році, коли його першим клієнтом стало видавництво Університету Теннессі. Зараз CDC обслуговує близько 100 видавництв, серед яких видавництва Північно-Західного університету, Стенфордського університету, Темплського університету, Університету Айови, Університету Міннесоти та багато інших. З 2001 року Чиказький центр цифрової дистрибуції (CDDC) за фінансової підтримки Фонду Меллона пропонує книговидавцям послуги цифрового друку та цифрового репозитарію BiblioVault, що фінансується Фондом Меллона. 2009 року CDDC уможливив продаж електронних книг безпосередньо приватним особам і надав послуги цифрової доставки, зокрема, видавництву Мічиганського університету. Чиказький розподільчий центр також співпрацює ще з 15 видавництвами, серед яких видавництво Університету Міссурі, видавництво Університету Західної Вірджинії та видання Фонду Гетті.